# New York City Police Department
Le New York City Police Department (en français: « Service de police de la ville de New York ») ou NYPD est le service de police de la ville de New York, aux États-Unis. Fondé en 1845, le NYPD est l'un des premiers services de police du pays, ainsi que le plus important service de police municipale en termes d'effectif. Il est chargé du respect de la loi et de la lutte contre la criminalité sur l'ensemble des cinq arrondissements de la ville de New York. Lors de sa création, au XIXe siècle, le NYPD prit pour modèle le Metropolitan Police Service de Londres. Depuis 1973, son quartier général se situe au 1 Police Plaza dans le quartier de Lower Manhattan (avant cette date il se trouvait au 240 Centre Street).

## Activités

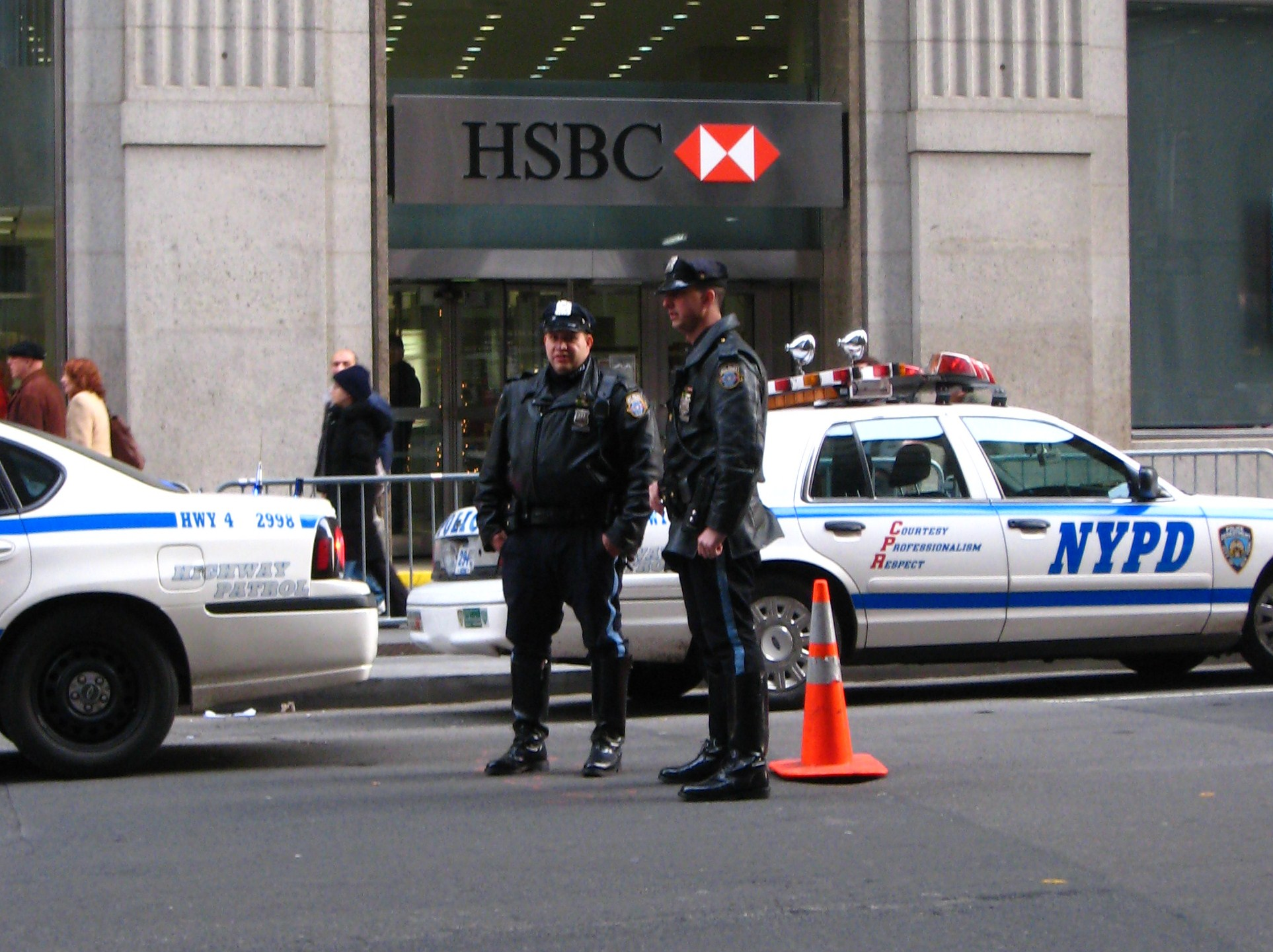
Policiers du NYPD à Manhattan.

La devise du NYPD est « Courtesy - Professionalism - Respect » (en français : « Courtoisie - Professionnalisme - Respect »). Elle est inscrite sur les véhicules de police. Ses activités sont de lutter contre les délits et crimes commis sur tout le secteur où il dispose de sa compétence territoriale, de procéder au contrôle des véhicules et de garantir la sécurité sur les lieux d'accident.

## Historique

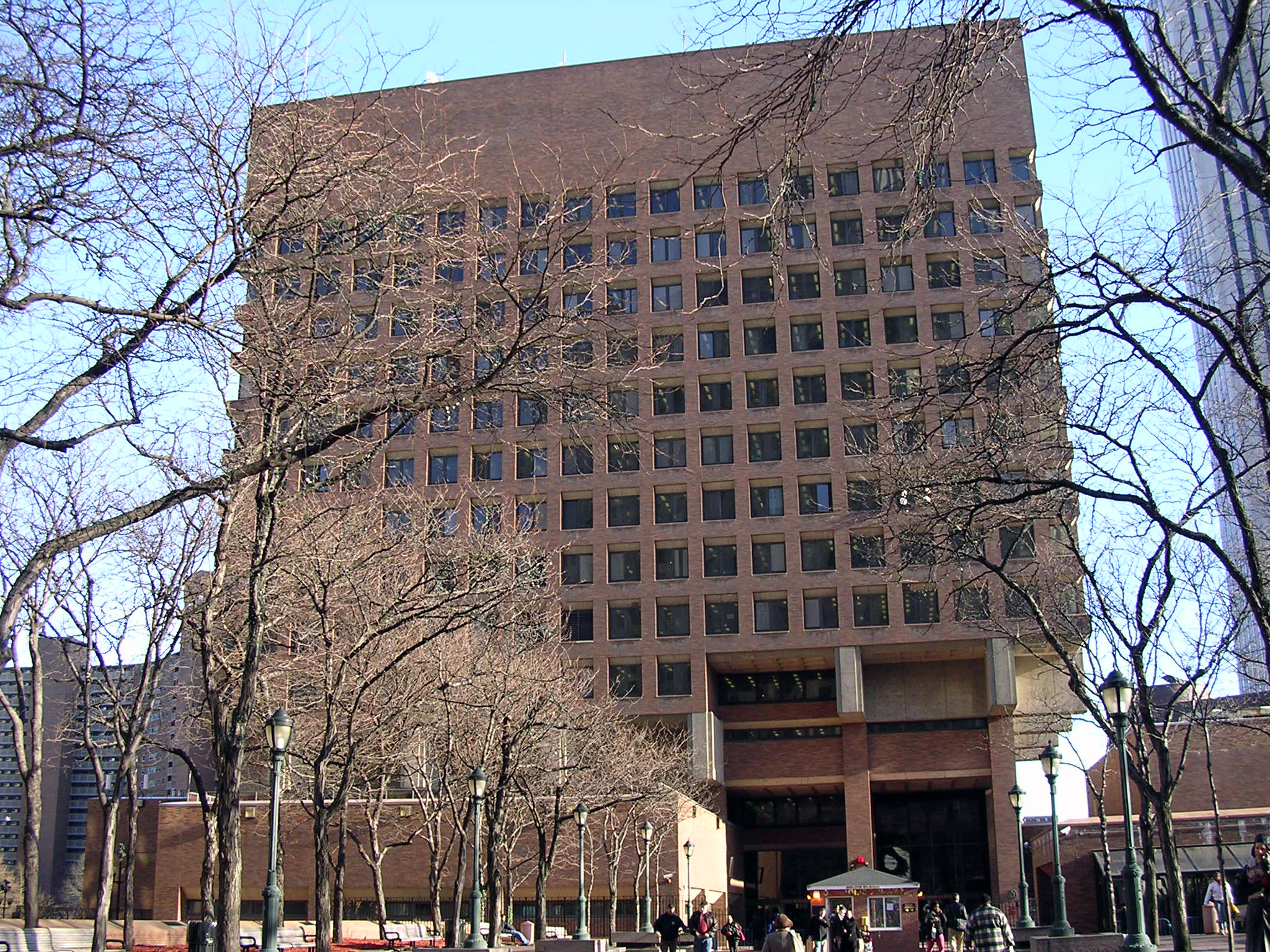
Le quartier général du New York City Police Department à Lower Manhattan.

Depuis 1950, le NYPD est secondé par la Police auxiliaire du Département de police de la ville de New York (NYPD Auxiliary Police), un service de police de réserve, bénévole et non armé composé de volontaires civils qui consacrent, sous uniforme officiel, une partie de leur temps libre à des activités policières diverses, principalement de quartier.
Dans les années 1970, le NYPD fut confronté à la corruption, qui poussa le maire John V. Lindsay à nommer la commission Knapp à la suite des dénonciations du policier Frank Serpico. La police fut également confrontée aux conflits sociaux croissants liés au mouvement des droits civiques et à la contestation contre la guerre du Viêt Nam. Alors que l'héroïne faisait son apparition dans les ghettos et que la police était accusée de violences et de racisme, elle fut elle-même prise pour cible, avec 10 policiers tués en 1970 et 15 autres en 1971. La Black Liberation Army (BLA) fut soupçonnée d'avoir assassiné au moins deux policiers de New York, Waverly Jones et Joseph Piagentini, tués le 21 mai 1971.
Au cours du mandat de Rudolph Giuliani (1er janvier 1994 - 31 décembre 2001), la politique du NYPD a été celle de la « tolérance zéro ». Pendant cette période, la ville de New York a connu une forte baisse des délits et des crimes de toutes sortes , le nombre de meurtres passant de plus de 2 200 en 1990 à moins de 500 en 2007.Cette baisse spectaculaire peut être également reliée à d'autres facteurs :
- Une augmentation des effectifs du NYPD (un effectif passant de 22 000 fonctionnaires de police dans les années 1990 à plus de 36 000 en 2010).
- La mise en place d'un important dispositif de vidéosurveillance dans toute la ville de New York (le nombre de caméras de surveillance pour Manhattan est passé de 2 397 appareils en 1998 à 4 176 en 2005).
- Un management plus réactif appuyé sur les réunions hebdomadaires du CompStat (en)  et la responsabilisation des échelons intermédiaires de la chaîne hiérarchique. Le Compstat a permis de collecter en temps réel les données relatives aux  crimes et aux délits , offrant aux services de police la possibilité de discerner des régularités, des séries et d'anticiper l'activité criminelle[5].
- Une concentration des ressources sur les points de la ville où se concentrent les actes de délinquance
- Une action large et énergique des forces de police dans des endroits ciblés, notamment avec la stratégie des hot spots[6] et celle du stop, question and frisk[7].

Parallèlement, cette politique est soupçonnée d'avoir favorisé la multiplication de crimes commis par des policiers (mort du vigile Anthony Baez en décembre 1994, de Gidone Busch (en) et d'Amadou Diallo, abattu par quatre fonctionnaires de la Street Crime Unit, en 1999, etc.). En 2013, l'image du NYPD est encore écornée avec l'affaire Louis Scarcella, un inspecteur jadis considéré comme un super-flic et qui s'avère être, en fait, un ripou.
William Bratton et George L. Kelling affirment, quant à eux, que cette tactique répond aux attentes de la population tout en faisant baisser la criminalité de la ville et en diminuant le taux d'incarcération.
À la suite des attentats du 11 septembre 2001, le NYPD a perdu 23 personnels et la PAPD (Port Authority Police Department) a perdu 37 policiers, le NYPD a alors créé une unité de contre-terrorisme qui déploie des agents en Australie, en Jordanie, etc. L'unité puise ses agents au sein de la population de New York, qui compte plus de 8 millions d'habitants de plusieurs origines ethniques.

## Grades
| Grades                                                                                  | Fonctions |
| --------------------------------------------------------------------------------------- | --- |
| Commissioner Préfet de Police                                                           | Dirige la police de New York et est nommé par le Maire pour un mandat de 5 ans renouvelable. |
| First Deputy Commissioner Sous-préfet de police Chief of Department Chef du Département | (1st Dep.Com) Officier civil nommé par le Commissioner pour le seconder et superviser plusieurs "Bureaux" commandés par des Deputy Commissioners. (Chief.Depmt) Officier assermenté nommé par le Commissaire pour le seconder et superviser plusieurs "Bureaux" commandés par des (Bureau) Chiefs.                                                              |
| Deputy Commissioner Adjoint du préfet de police (Bureau) Chief Chef de Bureau           | (Dep.Com) Officier civil commandant un Bureau responsable soit des relations publiques, soit des affaires internes, soit des technologies de l’information, etc. (Chief.) Officier assermenté commandant un Bureau responsable soit des patrouilles, soit des opérations spéciales, soit des détectives, soit du contre-terrorisme, soit du renseignement, etc. |
| Assistant Chief Chef-assistant                                                          | Seconde un Chief dans son commandement de Bureau Commandant territorial d’un Arrondissement. |
| Deputy Chief Chef adjoint                                                               | Seconde un Chief dans son commandement de Bureau Commandant territorial (adjoint) d’un Arrondissement. |
| Inspector Inspecteur                                                                    | Contrôleur exécutif d’un Bureau ou d’un Arrondissement. |
| Deputy Inspector Inspecteur adjoint                                                     | Contrôleur exécutif adjoint d’un Bureau ou d’un Arrondissement. |
| Captain Capitaine                                                                       | Chef du poste de police d’un District; Chef d’un Service spécialisé (détective, affaires internes, SWAT, etc). |
| Lieutenant                                                                              | Seconde un Captain d’un poste de police de District ; Adjoint (ou Chef) d’un Service spécialisé (détective, affaires internes, SWAT, etc); |
| Sergeant Sergent                                                                        | Superviseur et organisateur des patrouilles sur un District; Chef d'équipe de patrouilleurs ou d'une autre unité; Adjoint ou chef d’une unité de détective affectée à un District (ou des affaires internes). |
| Detective Détective                                                                     | Enquêteur dans une division spécialisée (homicide, gang, crimes majeurs, affaires internes, etc). |
| Police Officer Agent de police                                                          | Patrouilleur en uniforme (à pied, à cheval, en voiture, etc) Maître-chien, ou d’une autre spécialisation. |
| Probationnary officer Agent probatoire                                                  | Policier en période de probation pour devenir Officier confirmé. |
| Cadet                                                                                   | Élève policier en Académie de police. |

## Organisation et structure
Le NYPD est divisé en dix services. Chacun des services est divisé en section, divisions, unités ainsi que des patrouilles de quartiers et des brigades d'inspecteurs. Il existe aussi de nombreuses unités spécialisées (déminage ou intervention notamment) mais qui ne font partie d'aucun des services et sont sous l'autorité directe du chef de la police.

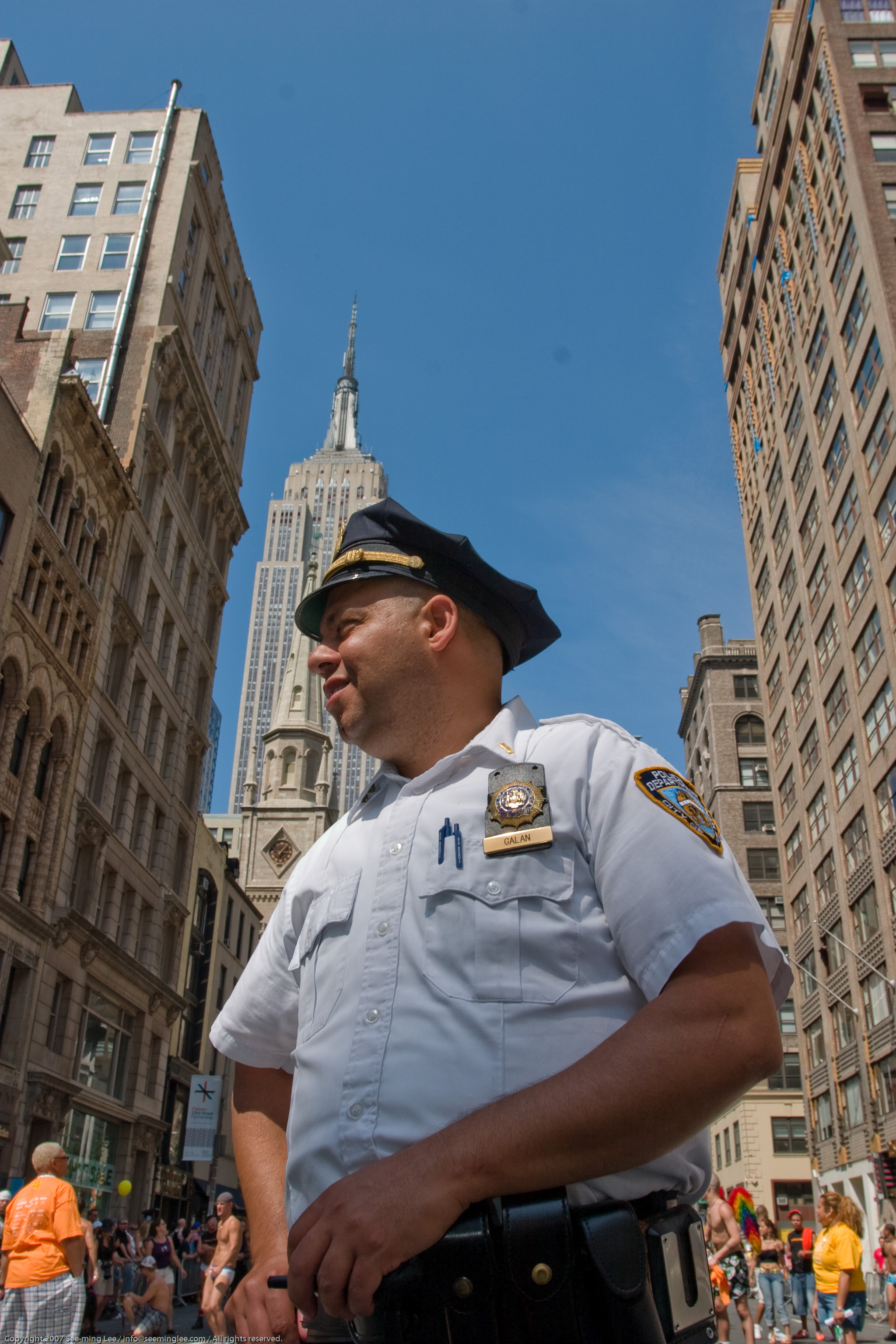
Lieutenant de police du NYPD.
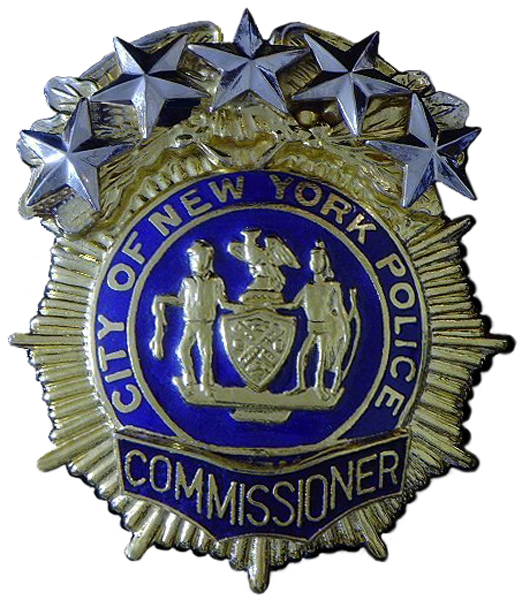
Insigne du commissaire, plus haut gradé du NYPD.
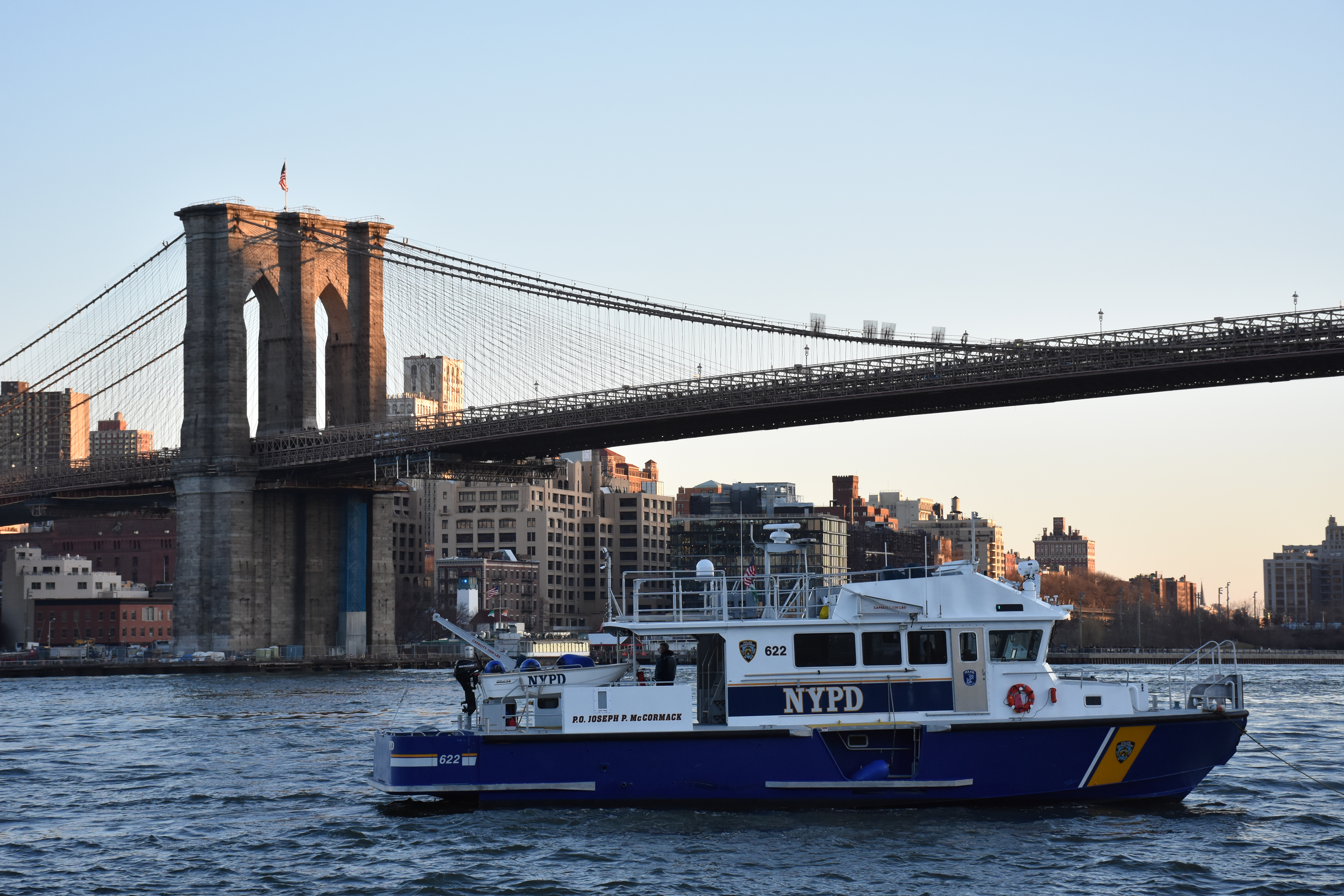
Bateau de patrouille.

## Armement individuel
Les officiers assermentés du NYPD  sont équipés de pistolets semi-automatique de calibre 9 mm Parabellum (de type Glock 19, Sig-Sauer P226 ou S&W 5946) depuis 1993 sous l'impulsion du Commissionner Ray W. Kelly. Cependant, les policiers entrés dans le service avant cette date sont autorisés à continuer de porter leurs revolver 38 spécial.
La plupart des voitures de patrouilles sont équipées de fusils à pompe de type Mossberg 590s et certaines unités tactiques sont dotés d'armes automatiques telles que des fusils AR-15 et de pistolets-mitrailleur MP5.
En dehors du service, les membres de la police sont autorisés à porter une arme personnelle.

## Équipements
En 2012, le NYPD compte plus de 8 200 véhicules. La majeure partie arbore une livrée blanche et bleue sur laquelle figure le sigle NYPD.
| Modèle                                                                            | Pays de fabrication | Type de véhicule                                                         | Photo                                                |
| --------------------------------------------------------------------------------- | ------------------- | ------------------------------------------------------------------------ | ---------------------------------------------------- |
| Véhicule de patrouille et d'autoroute / pour officiers / affecté à la circulation |                     |                                                                          |                                                      |
| Ford Crown Victoria Police Interceptor                                            | Canada              | Véhicule de patrouille                                                   |                                                      |
| Ford Police Interceptor Sedan                                                     | États-Unis          | Véhicule de patrouille                                                   |                                                      |
| Chevrolet Impala                                                                  | Canada              | Véhicule de patrouille                                                   |                                                      |
| Cadillac Escalade                                                                 | États-Unis          | Véhicule pour officiers                                                  |                                                      |
| Ford Fusion                                                                       | Mexique             | Véhicule de patrouille                                                   |                                                      |
| Nissan Altima                                                                     | États-Unis          | Véhicule de patrouille                                                   |                                                      |
| Dodge Charger LX                                                                  | Canada              | Véhicule de patrouille d'autoroute                                       |                                                      |
| Toyota Prius                                                                      | Japon               | Véhicule affecté à la circulation                                        |                                                      |
| Chevrolet Volt                                                                    | États-Unis          | Véhicule affecté à la circulation                                        |                                                      |
| Hummer H1                                                                         | États-Unis          | Véhicule de maintien de l'ordre                                          |                                                      |
| Ford E-Series                                                                     | États-Unis          | Fourgon cellulaire (paddywagon)                                          |                                                      |
| SUV                                                                               |                     |                                                                          |                                                      |
| Ford Explorer                                                                     | États-Unis          | SUV affecté aux patrouilles et à la circulation                          |                                                      |
| Ford Escape                                                                       | États-Unis          | SUV affecté à la circulation                                             |                                                      |
| Parking réservé                                                                   |                     |                                                                          |                                                      |
| Westward Go-4 Interceptor                                                         | Canada              | Véhicule de pervenche                                                    |                                                      |
| Cushman (entreprise) (en)                                                         | États-Unis          |                                                                          |                                                      |
| Smart Fortwo                                                                      | France              |                                                                          | New York Police Department Smart car at Central Park |
| Dépanneuse Ford                                                                   | États-Unis          |                                                                          |                                                      |
| Poste de commandement et Van de communications                                    |                     |                                                                          |                                                      |
| Communications Division Command Post                                              | États-Unis          | Poste de commandement mobile sur châssis Freightliner LLC                |                                                      |
| Communications Division                                                           | États-Unis          | Van de communications                                                    |                                                      |
| Blue Bird All American                                                            | États-Unis          | Poste de commande mobile                                                 |                                                      |
| Spécial New York City Police Department Emergency Service Unit (ESU)              |                     |                                                                          |                                                      |
| Lenco BearCat                                                                     | États-Unis          | Véhicule du New York City Police Department Emergency Service Unit (ESU) |                                                      |
| REP du New York City Police Department Emergency Service Unit (ESU)               | États-Unis          | Véhicule du New York City Police Department Emergency Service Unit (ESU) |                                                      |
| Camion du New York City Police Department Emergency Service Unit (ESU)            | États-Unis          | Véhicule du New York City Police Department Emergency Service Unit (ESU) |                                                      |
| Bus                                                                               |                     |                                                                          |                                                      |
| International Frame Amtran body                                                   | États-Unis          | Bus                                                                      |                                                      |
| Nova Bus                                                                          | Canada              | Bus                                                                      |                                                      |
| Hélicoptère                                                                       |                     |                                                                          |                                                      |
| AgustaWestland AW119 Koala                                                        | Royaume-Uni Italie  | Hélicoptère                                                              |                                                      |
| Bell 412                                                                          | États-Unis          | Hélicoptère                                                              |                                                      |
| Divers véhicules                                                                  |                     |                                                                          |                                                      |
| Ford E-Series                                                                     | États-Unis          |                                                                          |                                                      |
| GMC C6500                                                                         | États-Unis          |                                                                          |                                                      |
| John Deere Gator                                                                  | États-Unis          |                                                                          |                                                      |
| Scooter                                                                           | États-Unis          |                                                                          |                                                      |
| Kenworth à benne basculante                                                       | États-Unis          |                                                                          |                                                      |